# Fa Tsuan Wang
Fa Tsuan Wang, född 1899, död 1985, var en kinesisk botaniker som var specialiserad på enhjärtbladiga växter. Hans samlingar finns bevarade på Natural History Museum. Han var ledamot av Academia Sinica.
Auktorsnamnet F.T.Wang kan användas för Fa Tsuan Wang i samband med ett vetenskapligt namn inom botaniken; se Wikipediaartiklar som länkar till auktorsnamnet.